# Giewont (kulle)
Giewont är en kulle i Antarktis. Den ligger i Östantarktis. Australien gör anspråk på området. Toppen på Giewont är 89 meter över havet.
Terrängen runt Giewont är huvudsakligen platt.  Trakten är obefolkad. Det finns inga samhällen i närheten. 